# Hichem Kouchit
Hichem Kouchit (arab. هشام كوشيت ;ur. 12 grudnia 1993) – algierski zapaśnik walczący w stylu klasycznym. Wicemistrz Afryki w 2019 i 2024; trzeci w 2020, 2022 i 2023. Zajął czwarte miejsce na igrzyskach śródziemnomorskich w 2022. Brązowy medalista igrzysk panarabskich w 2023, a także mistrzostw śródziemnomorskich w 2018 roku.